# Мор, Арно
Арно Мор (нем. Arno Mohr; 29 июля 1910, Познань — 23 мая 2001, Берлин) — немецкий живописец и график. Академик Академии искусств ГДР (1970). Герой Труда ГДР (1974). Лауреат Национальной премии ГДР (1980).

## Биография
Арно Мор начинает своё художественное образование в Познани, как ученик рисовальщика витрин, в 1924—1927 годах.
В 1929—1930 годах Мор учился на вечерних курсах в школе прикладного искусства, в 1933 году продолжил обучение в Государственной школе изящных и прикладных искусств в Шарлоттенбурге.
После Второй мировой войны художник около 30 лет в 1946—1975 годах преподавал в Высшей школе изящных и прикладных искусств в берлинском районе Вайсензе.
В 1949 году Мор познакомился с известными художниками и графиками Отто Диксом и Альфредом Эрхардтом, с которыми впоследствии активно сотрудничал.
В творческом наследии Арно Мора выделяются его зарисовки из берлинской жизни, а также выполненные им портреты (Бертольда Брехта (1971) и актрисы Хелены Вайгель). Он был участником многочисленных художественных выставок как в ГДР, так и за её пределами.
В 1961 году Арно Мор стал лауреатом премии Кете Кольвиц.
В 1962 и в 1985 годах ему присуждали премии Гёте города Берлина.
В 1970 году он избирается в члены Академии искусств ГДР.
В 1974 году Мор становится председателем Союза художников Берлина.
С 1993 года — член Академии искусств Берлина-Бранденбурга.

## Галерея

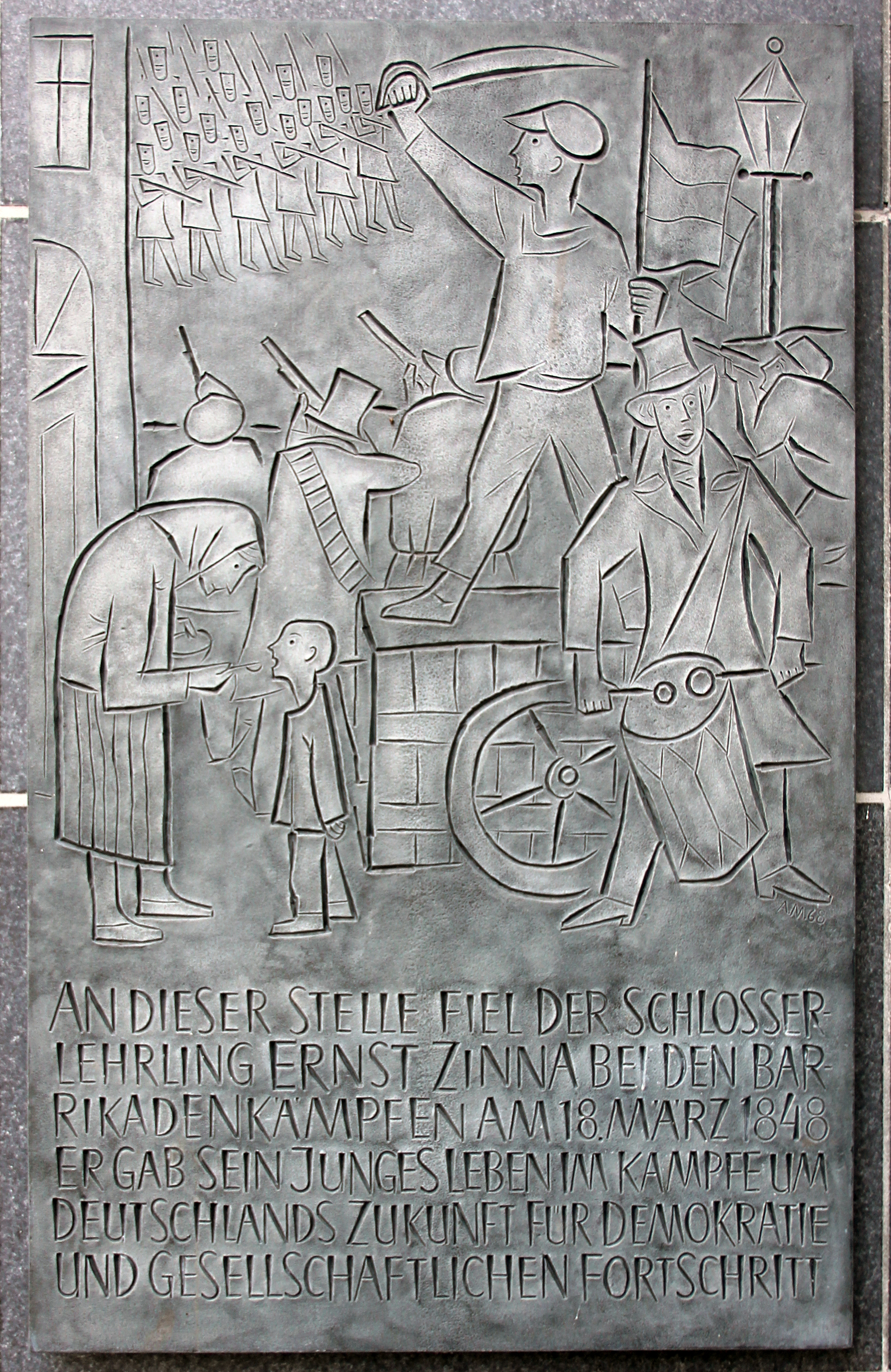
Памятная доска Эрнсту Цинне
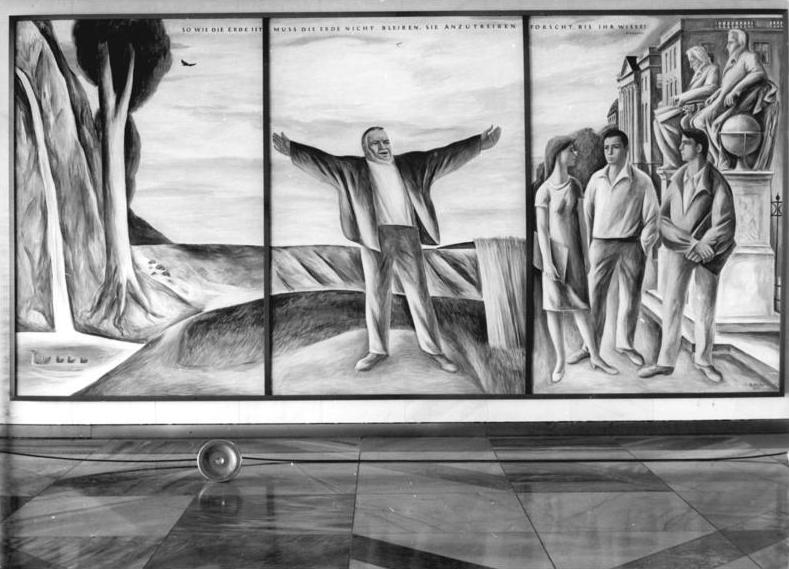
Панно А.Мора в берлинском Доме республики.
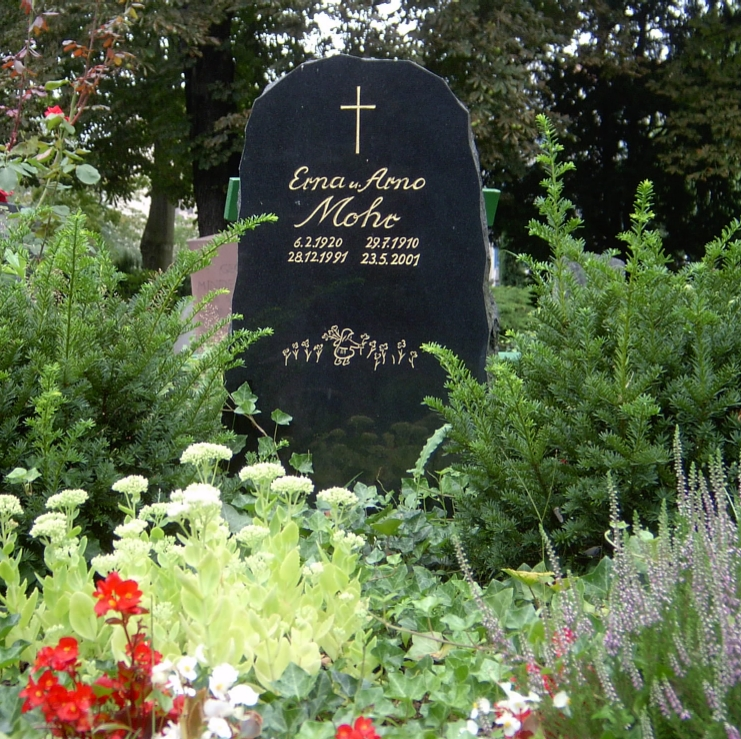
Могила Арно Мора и его жены